# Le Caldane

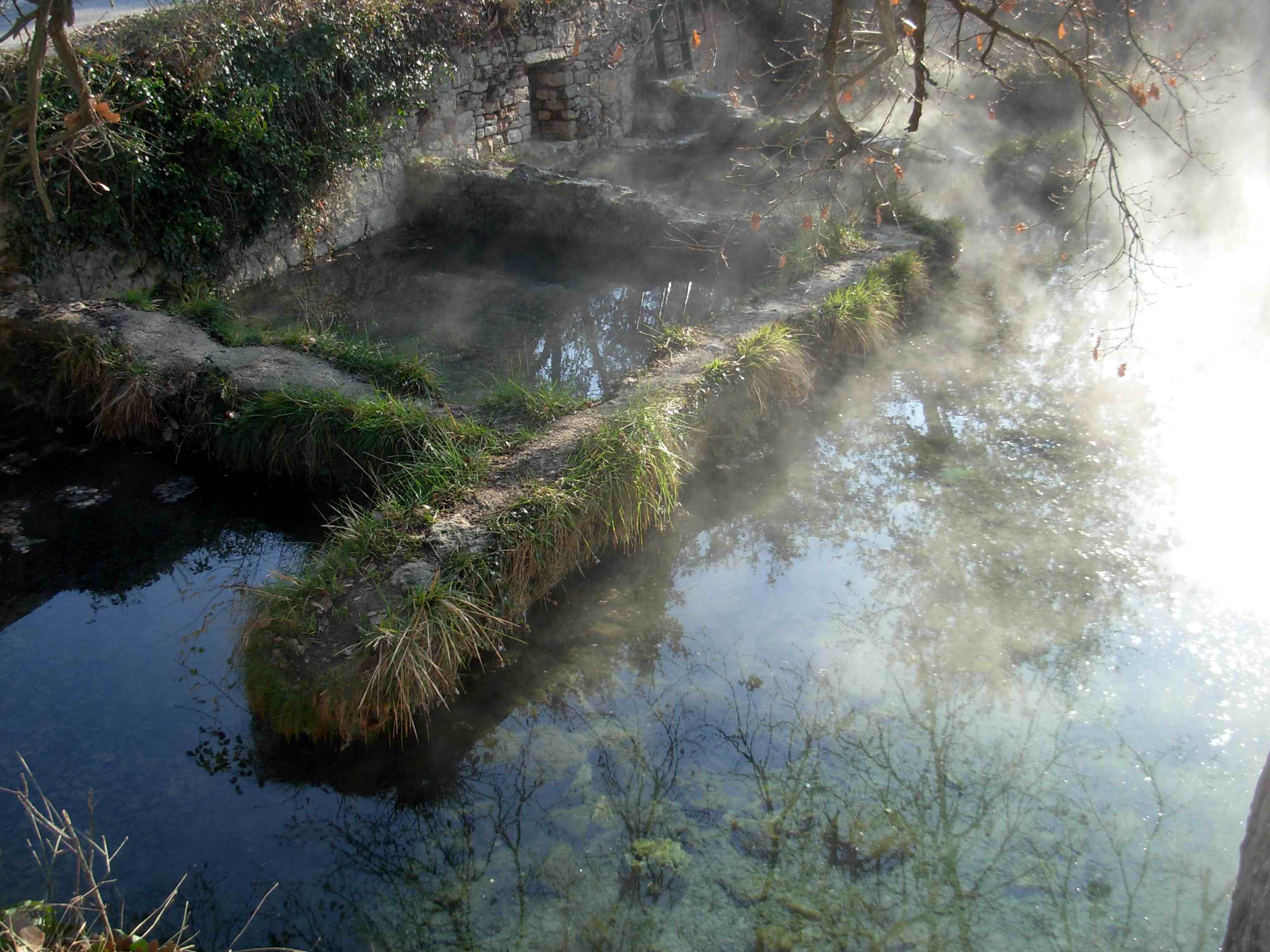
Le vasche

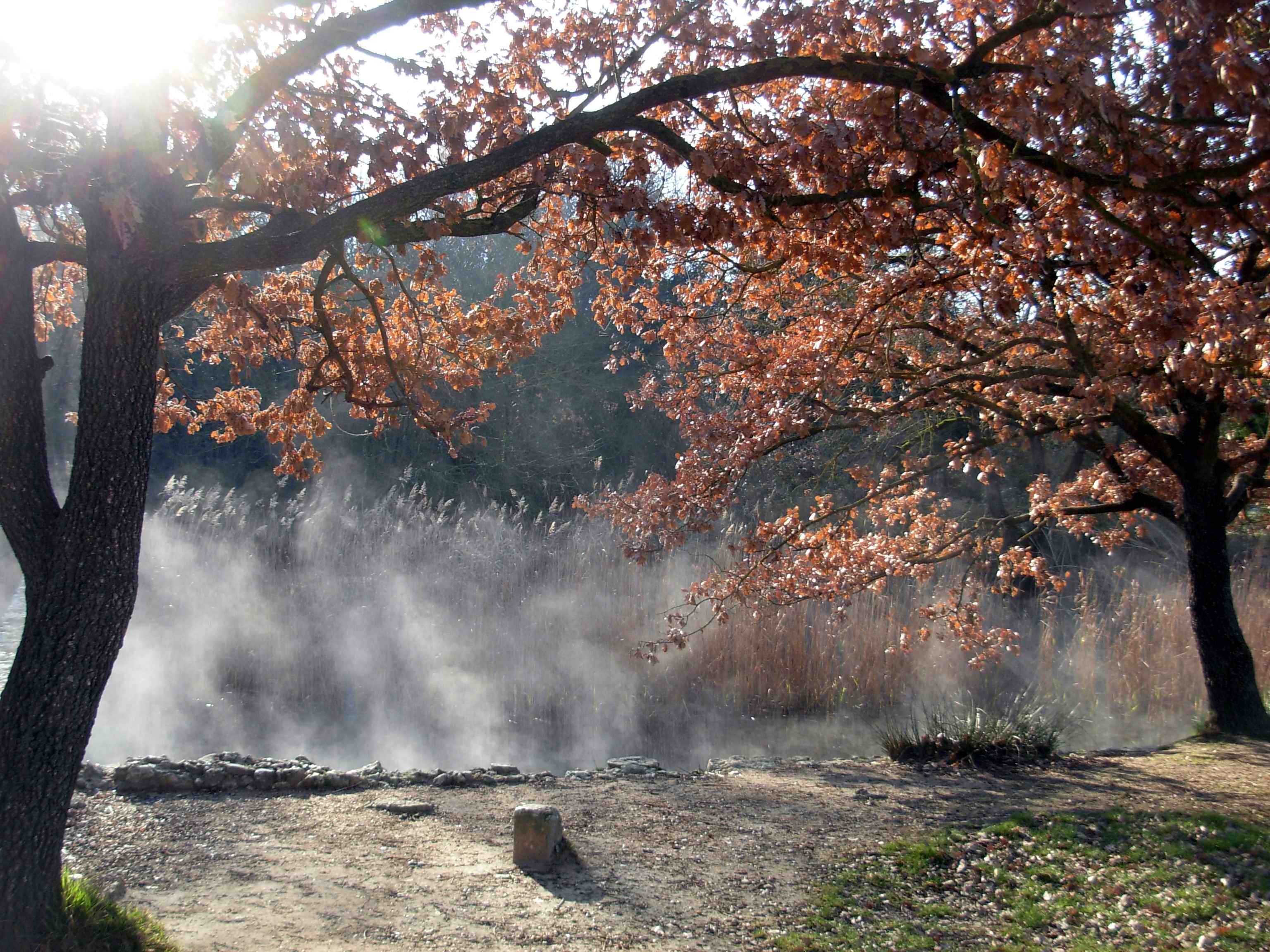
I bagni delle Caldane nel tratto della gora che si getta poi nell'Elsa

Le Caldane sono bagni termali in prossimità di Colle di Val d'Elsa.

## Descrizione
Dopo la frazione di Gracciano, in direzione sud, si trovano le Caldane, bagni termali con sorgenti di acqua tiepida che hanno proprietà terapeutiche conosciute fin da epoca etrusco-romana. L'acqua, limpida e ricca di sali minerali, con proprietà purgative, era infatti conosciuta per portare rimedio a vari malanni tra cui le eruzioni cutanee. 
Le terme furono distrutte dalle truppe senesi nel 1260 e furono parzialmente ricostruite intorno alla metà del Quattrocento. La pavimentazione delle vasche, originariamente costituita da mosaici, è stata parzialmente ripristinata alla fine del XIX secolo con risultati di dubbio valore. Ancora oggi le antiche terme vengono usufruite dalla popolazione colligiana che vi cerca refrigerio dall'afa estiva.
L'acqua che sgorga dalle sorgenti confluisce in quelle del fiume Elsa che proprio a Colle di Val d'Elsa si arricchisce di acque.